# Vuelta a España 2009
La 64.ª edición de la Vuelta a España se disputó del 29 de agosto al 20 de septiembre de 2009 entre la localidad neerlandesa de Assen (más concretamente su circuito de velocidad) y Madrid, con un recorrido de 3295,3 km repartidos en 21 etapas.
Esta edición fue la segunda que se inició fuera del territorio español, después de que en la edición de 1997 Lisboa acogiera la salida. Tuvo uno de los recorridos más duros de la historia siendo además la Gran Vuelta más dura de 2009, con cuatro finales en alto (Alto de Aitana, Alto de Velefique, Sierra Nevada y Sierra de la Pandera), más otras cuatro etapas de montaña con finales en Xorret de Catí, Caravaca de la Cruz, Ávila y La Granja de San Ildefonso.
El ganador fue Alejandro Valverde del equipo Caisse d'Epargne por delante de Samuel Sánchez (Euskaltel-Euskadi) y Cadel Evans (Silence-Lotto) respectivamente, que completaron el podio.

## Equipos participantes
Tomaron parte en la carrera 22 equipos: 17 de categoría UCI ProTour (todos excepto el Katusha); más 5 de categoría Profesional Continental (Xacobeo Galicia, Andalucía-Cajasur, Contentpolis-AMPO, Cervélo Test Team y Vacansoleil). Formando así un pelotón de 198 ciclistas (cerca del límite de 200 establecido para carreras profesionales), con 9 corredores cada equipo, de los que acabaron 139. Los equipos participantes fueron:
| ProTeams (17)- AG2R La Mondiale - Astana - BBox Bouygues Telecom - Caisse d'Épargne - Cofidis, le Crédit en Ligne - Euskaltel-Euskadi - La Française des jeux - Fuji-Servetto - Garmin-Slipstream - Lampre-NGC - Liquigas - Quick Step - Rabobank - Silence-Lotto - Columbia-HTC - Team Milram - Saxo Bank Equipos continentales profesionales (5)- Andalucía-Cajasur - Cervélo TestTeam - Contentpolis-Ampo - Vacansoleil - Xacobeo-Galicia |
| |

## Etapas
| Etapa      | Fecha     | Recorrido                          | type                    | Distancia (km) | Ganador              | Líder              |
| ---------- | --------- | ---------------------------------- | ----------------------- | -------------- | -------------------- | ------------------ |
| 1.ª etapa  | 29 de ago | Assen – Assen                      | contrarreloj individual | 4,8            | Fabian Cancellara    | Fabian Cancellara  |
| 2.ª etapa  | 30 de ago | Assen – Emmen                      | etapa llana             | 202            | Gerald Ciolek        | Fabian Cancellara  |
| 3.ª etapa  | 31 de ago | Zutphen – Venlo                    | etapa llana             | 184            | Gregory Henderson    | Fabian Cancellara  |
| 4.ª etapa  | 1 de sep  | Venlo – Lieja                      | etapa llana             | 223            | André Greipel        | Fabian Cancellara  |
|            | 2 de sep  | Día de descanso                    | Día de descanso         |                |                      |                    |
| 5.ª etapa  | 3 de sep  | Tarragona – Vinaroz                | etapa llana             | 174            | André Greipel        | André Greipel      |
| 6.ª etapa  | 4 de sep  | Játiva – Játiva                    | etapa llana             | 185,7          | Borut Božič          | André Greipel      |
| 7.ª etapa  | 5 de sep  | Valencia – Valencia                | contrarreloj individual | 30             | Fabian Cancellara    | Fabian Cancellara  |
| 8.ª etapa  | 6 de sep  | Alcira – Sierra de Aitana          | etapa de montaña        | 206            | Damiano Cunego       | Cadel Evans        |
| 9.ª etapa  | 7 de sep  | Alcoy – Xorret de Catí             | etapa de montaña        | 186            | Gustavo César Veloso | Alejandro Valverde |
| 10.ª etapa | 8 de sep  | Alicante – Murcia                  | etapa llana             | 162            | Simon Gerrans        | Alejandro Valverde |
| 11.ª etapa | 9 de sep  | Murcia – Caravaca de la Cruz       | etapa de media montaña  | 191            | Tyler Farrar         | Alejandro Valverde |
|            | 10 de sep | Día de descanso                    | Día de descanso         |                |                      |                    |
| 12.ª etapa | 11 de sep | Almería – Alto de Velefique        | etapa de montaña        | 174,5          | Ryder Hesjedal       | Alejandro Valverde |
| 13.ª etapa | 12 de sep | Berja – Sierra Nevada              | etapa de montaña        | 175            | David Moncoutié      | Alejandro Valverde |
| 14.ª etapa | 13 de sep | Granada – Sierra de la Pandera     | etapa de montaña        | 157            | Damiano Cunego       | Alejandro Valverde |
| 15.ª etapa | 14 de sep | Jaén – Córdoba                     | etapa de media montaña  | 168            | Lars Boom            | Alejandro Valverde |
| 16.ª etapa | 15 de sep | Córdoba – Puertollano              | etapa llana             | 170,3          | André Greipel        | Alejandro Valverde |
| 17.ª etapa | 16 de sep | Ciudad Real – Talavera de la Reina | etapa llana             | 175            | Anthony Roux         | Alejandro Valverde |
| 18.ª etapa | 17 de sep | Talavera de la Reina – Ávila       | etapa de media montaña  | 187            | Philip Deignan       | Alejandro Valverde |
| 19.ª etapa | 18 de sep | Ávila – Segovia                    | etapa de montaña        | 188            | Juanjo Cobo          | Alejandro Valverde |
| 20.ª etapa | 19 de sep | Toledo – Toledo                    | contrarreloj individual | 26             | David Millar         | Alejandro Valverde |
| 21.ª etapa | 20 de sep | Rivas-Vaciamadrid – Madrid         | etapa llana             | 110            | André Greipel        | Alejandro Valverde |

## Clasificaciones finales

### Clasificación general
| \| Clasificación general \| Clasificación general \| Clasificación general \| Clasificación general \| Clasificación general \| \| Ciclista \| Ciclista \| Equipo \| Tiempo \| \| \| --------------------- \| -------------------------- \| --------------------------- \| --------------------- \| --------------------- \| \| 1.º \| Alejandro Valverde \| Caisse d'Épargne \| 87 h 22 min 37 s \| \| \| 2.º \| Samuel Sánchez \| Euskaltel-Euskadi \| + 55 s \| \| \| 3.º \| Cadel Evans \| Silence-Lotto \| + 1 min 32 s \| \| \| 4.º \| Ivan Basso \| Liquigas \| + 2 min 12 s \| \| \| 5.º \| Ezequiel Mosquera \| Xacobeo Galicia \| + 4 min 27 s \| \| \| 6.º \| Robert Gesink \| Rabobank \| + 6 min 40 s \| \| \| 7.º \| Joaquim Rodríguez \| Caisse d'Épargne \| + 9 min 08 s \| \| \| 8.º \| Paolo Tiralongo \| Lampre-NGC \| + 9 min 11 s \| \| \| 9.º \| Philip Deignan \| Cervélo TestTeam \| + 11 min 08 s \| \| \| 10.º \| Juanjo Cobo \| Fuji-Servetto \| DES \| \| \| 11.º \| Dani Moreno \| Caisse d'Épargne \| + 14 min 24 s \| \| \| 12.º \| Johnny Hoogerland \| Vacansoleil \| + 15 min 08 s \| \| \| 13.º \| Dani Navarro \| Astana \| + 15 min 10 s \| \| \| 14.º \| Haimar Zubeldia \| Astana \| + 17 min 15 s \| \| \| 15.º \| Manuel Vázquez Hueso \| Contentpolis-Ampo \| + 18 min 41 s \| \| \| 16.º \| Vasil Kiryienka \| Caisse d'Épargne \| + 20 min 11 s \| \| \| 17.º \| Sylwester Szmyd \| Liquigas \| + 21 min 03 s \| \| \| 18.º \| Amaël Moinard \| Cofidis, le Crédit en Ligne \| + 21 min 11 s \| \| \| 19.º \| Jesús Hernández Blázquez \| Astana \| + 23 min 38 s \| \| \| 20.º \| Kevin De Weert \| Quick Step \| + 24 min 00 s \| \| \| 21.º \| Francis De Greef \| Silence-Lotto \| + 24 min 36 s \| \| \| 22.º \| José Ángel Gómez Marchante \| Cervélo TestTeam \| + 33 min 19 s \| \| \| 23.º \| David García Dapena \| Xacobeo Galicia \| + 34 min 48 s \| \| \| 24.º \| David de la Fuente \| Fuji-Servetto \| + 36 min 49 s \| \| \| 25.º \| Mikaël Cherel \| La Française des jeux \| + 37 min 05 s \| \| |                            |                             |                  |
| |                            |                             |                  |
| Fuente: ProCyclingStats |                            |                             |                  |
| Clasificación general |                            |                             |                  |
| Ciclista | Ciclista                   | Equipo                      | Tiempo           |
| 1.º | Alejandro Valverde         | Caisse d'Épargne            | 87 h 22 min 37 s |
| 2.º | Samuel Sánchez             | Euskaltel-Euskadi           | + 55 s           |
| 3.º | Cadel Evans                | Silence-Lotto               | + 1 min 32 s     |
| 4.º | Ivan Basso                 | Liquigas                    | + 2 min 12 s     |
| 5.º | Ezequiel Mosquera          | Xacobeo Galicia             | + 4 min 27 s     |
| 6.º | Robert Gesink              | Rabobank                    | + 6 min 40 s     |
| 7.º | Joaquim Rodríguez          | Caisse d'Épargne            | + 9 min 08 s     |
| 8.º | Paolo Tiralongo            | Lampre-NGC                  | + 9 min 11 s     |
| 9.º | Philip Deignan             | Cervélo TestTeam            | + 11 min 08 s    |
| 10.º | Juanjo Cobo                | Fuji-Servetto               | DES              |
| 11.º | Dani Moreno                | Caisse d'Épargne            | + 14 min 24 s    |
| 12.º | Johnny Hoogerland          | Vacansoleil                 | + 15 min 08 s    |
| 13.º | Dani Navarro               | Astana                      | + 15 min 10 s    |
| 14.º | Haimar Zubeldia            | Astana                      | + 17 min 15 s    |
| 15.º | Manuel Vázquez Hueso       | Contentpolis-Ampo           | + 18 min 41 s    |
| 16.º | Vasil Kiryienka            | Caisse d'Épargne            | + 20 min 11 s    |
| 17.º | Sylwester Szmyd            | Liquigas                    | + 21 min 03 s    |
| 18.º | Amaël Moinard              | Cofidis, le Crédit en Ligne | + 21 min 11 s    |
| 19.º | Jesús Hernández Blázquez   | Astana                      | + 23 min 38 s    |
| 20.º | Kevin De Weert             | Quick Step                  | + 24 min 00 s    |
| 21.º | Francis De Greef           | Silence-Lotto               | + 24 min 36 s    |
| 22.º | José Ángel Gómez Marchante | Cervélo TestTeam            | + 33 min 19 s    |
| 23.º | David García Dapena        | Xacobeo Galicia             | + 34 min 48 s    |
| 24.º | David de la Fuente         | Fuji-Servetto               | + 36 min 49 s    |
| 25.º | Mikaël Cherel              | La Française des jeux       | + 37 min 05 s    |

### Clasificación por puntos
| Clasificación por puntos | Clasificación por puntos | Clasificación por puntos    | Clasificación por puntos | Clasificación por puntos |
| Ciclista                 | Ciclista                 | Equipo                      | Puntos                   |                          |
| ------------------------ | ------------------------ | --------------------------- | ------------------------ | ------------------------ |
| 1.º                      | André Greipel            | Columbia-HTC                | 150 pts                  |                          |
| 2.º                      | Alejandro Valverde       | Caisse d'Épargne            | 111 pts                  |                          |
| 3.º                      | Daniele Bennati          | Liquigas                    | 101 pts                  |                          |
| 4.º                      | Cadel Evans              | Silence-Lotto               | 99 pts                   |                          |
| 5.º                      | Samuel Sánchez           | Euskaltel-Euskadi           | 89 pts                   |                          |
| 6.º                      | Borut Božič              | Vacansoleil                 | 68 pts                   |                          |
| 7.º                      | Ezequiel Mosquera        | Xacobeo Galicia             | 68 pts                   |                          |
| 8.º                      | Robert Gesink            | Rabobank                    | 68 pts                   |                          |
| 9.º                      | Ivan Basso               | Liquigas                    | 64 pts                   |                          |
| 10.º                     | Leonardo Duque           | Cofidis, le Crédit en Ligne | 64 pts                   |                          |

### Clasificación de la montaña
| Clasificación de la montaña | Clasificación de la montaña | Clasificación de la montaña | Clasificación de la montaña | Clasificación de la montaña |
| Ciclista                    | Ciclista                    | Equipo                      | Puntos                      |                             |
| --------------------------- | --------------------------- | --------------------------- | --------------------------- | --------------------------- |
| 1.º                         | David Moncoutié             | Cofidis, le Crédit en Ligne | 186 pts                     |                             |
| 2.º                         | David de la Fuente          | Fuji-Servetto               | 99 pts                      |                             |
| 3.º                         | Julián Sánchez Pimienta     | Contentpolis-Ampo           | 73 pts                      |                             |
| 4.º                         | Alejandro Valverde          | Caisse d'Épargne            | 67 pts                      |                             |
| 5.º                         | Ezequiel Mosquera           | Xacobeo Galicia             | 61 pts                      |                             |
| 6.º                         | Pieter Weening              | Rabobank                    | 60 pts                      |                             |
| 7.º                         | Javier Ramírez Abeja        | Andalucía-CajaSur           | 59 pts                      |                             |
| 8.º                         | Robert Gesink               | Rabobank                    | 58 pts                      |                             |
| 9.º                         | Johnny Hoogerland           | Vacansoleil                 | 54 pts                      |                             |
| 10.º                        | Samuel Sánchez              | Euskaltel-Euskadi           | 52 pts                      |                             |

### Clasificación combinada
En la clasificación combinada se suman los puestos de los corredores en la clasificación general, la clasificación a puntos y la de la montaña. El corredor que menos puestos tenga en la suma de las tres camisas es el primero de la clasificación.
| Clasificación de la combinada | Clasificación de la combinada | Clasificación de la combinada | Clasificación de la combinada | Clasificación de la combinada |
| Ciclista                      | Ciclista                      | Equipo                        | Puntos                        |                               |
| ----------------------------- | ----------------------------- | ----------------------------- | ----------------------------- | ----------------------------- |
| 1.º                           | Alejandro Valverde            | Caisse d'Épargne              | 7 pts                         |                               |
| 2.º                           | Samuel Sánchez                | Euskaltel-Euskadi             | 17 pts                        |                               |
| 3.º                           | Ezequiel Mosquera             | Xacobeo Galicia               | 17 pts                        |                               |
| 4.º                           | Cadel Evans                   | Silence-Lotto                 | 19 pts                        |                               |
| 5.º                           | Robert Gesink                 | Rabobank                      | 22 pts                        |                               |
| 6.º                           | Ivan Basso                    | Liquigas                      | 29 pts                        |                               |
| 7.º                           | David Moncoutié               | Cofidis, le Crédit en Ligne   | 40 pts                        |                               |
| 8.º                           | Johnny Hoogerland             | Vacansoleil                   | 52 pts                        |                               |
| 9.º                           | Juanjo Cobo                   | Fuji-Servetto                 | DES                           |                               |
| 10.º                          | Joaquim Rodríguez             | Caisse d'Épargne              | 58 pts                        |                               |

### Clasificación por equipos
| Clasificación por equipos | Clasificación por equipos   | Clasificación por equipos | Clasificación por equipos |
| Equipo                    | Equipo                      | Tiempo                    |                           |
| ------------------------- | --------------------------- | ------------------------- | ------------------------- |
| 1.º                       | Xacobeo Galicia             | 261 h 57 min 19 s         |                           |
| 2.º                       | Caisse d'Épargne            | + 23 min 43 s             |                           |
| 3.º                       | Astana                      | + 31 min 39 s             |                           |
| 4.º                       | Cofidis, le Crédit en Ligne | + 39 min 37 s             |                           |
| 5.º                       | Fuji-Servetto               | + 52 min 23 s             |                           |
| 6.º                       | Rabobank                    | + 57 min 35 s             |                           |
| 7.º                       | Euskaltel-Euskadi           | + 1 h 04 min 40 s         |                           |
| 8.º                       | Silence-Lotto               | + 1 h 07 min 04 s         |                           |
| 9.º                       | Cervélo TestTeam            | + 1 h 19 min 27 s         |                           |
| 10.º                      | Liquigas                    | + 1 h 34 min 06 s         |                           |

## Evolución de las clasificaciones
| Etapa                   |                         | Ganador _            | Clasificación general | Puntos             | Montaña                | Combinada          | Equipo            |
| ----------------------- | ----------------------- | -------------------- | --------------------- | ------------------ | ---------------------- | ------------------ | ----------------- |
| 1.ª etapa               | contrarreloj individual | Fabian Cancellara    | Fabian Cancellara     | Fabian Cancellara  | no otorgado            | Fabian Cancellara  | Liquigas          |
| 2.ª etapa               | etapa llana             | Gerald Ciolek        | Fabian Cancellara     | Tom Boonen         | Tom Leezer             | Fabian Cancellara  | Liquigas          |
| 3.ª etapa               | etapa llana             | Gregory Henderson    | Fabian Cancellara     | Tom Boonen         | Tom Leezer             | Fabian Cancellara  | Liquigas          |
| 4.ª etapa               | etapa llana             | André Greipel        | Fabian Cancellara     | André Greipel      | Lars Boom              | Dominik Roels      | Liquigas          |
| 5.ª etapa               | etapa llana             | André Greipel        | André Greipel         | André Greipel      | Aitor Hernández        | Serafín Martínez   | Liquigas          |
| 6.ª etapa               | etapa llana             | Borut Božič          | André Greipel         | André Greipel      | José Antonio López Gil | Serafín Martínez   | Liquigas          |
| 7.ª etapa               | contrarreloj individual | Fabian Cancellara    | Fabian Cancellara     | André Greipel      | José Antonio López Gil | Dominik Roels      | Garmin-Slipstream |
| 8.ª etapa               | etapa de montaña        | Damiano Cunego       | Cadel Evans           | André Greipel      | David Moncoutié        | Cadel Evans        | Caisse d'Épargne  |
| 9.ª etapa               | etapa de montaña        | Gustavo César Veloso | Alejandro Valverde    | André Greipel      | David Moncoutié        | Cadel Evans        | Caisse d'Épargne  |
| 10.ª etapa              | etapa llana             | Simon Gerrans        | Alejandro Valverde    | André Greipel      | David de la Fuente     | Cadel Evans        | Caisse d'Épargne  |
| 11.ª etapa              | etapa de media montaña  | Tyler Farrar         | Alejandro Valverde    | André Greipel      | David Moncoutié        | Cadel Evans        | Caisse d'Épargne  |
| 12.ª etapa              | etapa de montaña        | Ryder Hesjedal       | Alejandro Valverde    | André Greipel      | David Moncoutié        | Alejandro Valverde | Caisse d'Épargne  |
| 13.ª etapa              | etapa de montaña        | David Moncoutié      | Alejandro Valverde    | André Greipel      | David Moncoutié        | Alejandro Valverde | Caisse d'Épargne  |
| 14.ª etapa              | etapa de montaña        | Damiano Cunego       | Alejandro Valverde    | Alejandro Valverde | David Moncoutié        | Alejandro Valverde | Caisse d'Épargne  |
| 15.ª etapa              | etapa de media montaña  | Lars Boom            | Alejandro Valverde    | Alejandro Valverde | David Moncoutié        | Alejandro Valverde | Xacobeo-Galicia   |
| 16.ª etapa              | etapa llana             | André Greipel        | Alejandro Valverde    | André Greipel      | David Moncoutié        | Alejandro Valverde | Xacobeo-Galicia   |
| 17.ª etapa              | etapa llana             | Anthony Roux         | Alejandro Valverde    | André Greipel      | David Moncoutié        | Alejandro Valverde | Xacobeo-Galicia   |
| 18.ª etapa              | etapa de media montaña  | Philip Deignan       | Alejandro Valverde    | André Greipel      | David Moncoutié        | Alejandro Valverde | Xacobeo-Galicia   |
| 19.ª etapa              | etapa de montaña        | Juanjo Cobo          | Alejandro Valverde    | André Greipel      | David Moncoutié        | Alejandro Valverde | Xacobeo-Galicia   |
| 20.ª etapa              | contrarreloj individual | David Millar         | Alejandro Valverde    | André Greipel      | David Moncoutié        | Alejandro Valverde | Xacobeo-Galicia   |
| 21.ª etapa              | etapa llana             | André Greipel        | Alejandro Valverde    | André Greipel      | David Moncoutié        | Alejandro Valverde | Xacobeo-Galicia   |
| Clasificaciones finales | Clasificaciones finales |                      | Alejandro Valverde    | André Greipel      | David Moncoutié        | Alejandro Valverde | Xacobeo Galicia   |

## Banda sonora
Este año la sintonía de la Vuelta perteneció a la canción "Merezco", de la cantante Zahara.

## Incidentes
La vuelta España tenía previsto pasar por El Carpio (Córdoba), pero un posible corte de ruta debido a una manifestación del Sindicato Andaluz de Trabajadores cambió de recorrido.

## Sucesos
Un ciclista aficionado de 51 años de la Peña Ciclista Bonavista de Manresa, murió atropellado el 3 de septiembre cuando se dirigía a Tarragona para presenciar la salida de la quinta etapa de la Vuelta. El conductor del vehículo dio positivo por cocaína y excedía los límites legales de alcohol en sangre (0,54 miligramos), por lo que fue detenido acusado de homicidio por imprudencia y delito contra la seguridad vial.
El ciclista profesional Sergio Domínguez Muñoz sufrió un grave accidente el la 19.ª etapa inhabilitándolo para siempre de su carrera profesional como ciclista.